# Чеслав Скорачинський
Чеслав Міхал Скорачинський, при народженні — Чеслав Міхал Береза (пол. Czesław Michał Skoraczyński / Czesław Michał Bereza; нар. 20 липня 1911, Львів, Австро-Угорщина — пом. 10 листопада 1982, Краків, Польща) — польський футболіст та хокеїст.

## Життєпис
З 1922 року й до початку Другої світової війни виступав за команду «Погонь» (Львів), а після завершення війни працював футбольним тренером. Працював у клубах «Краковія», «Вісла» (Краків), «Серча», «Болеслав» та «Гарбарня» (Краків). У травні 1939 року змінив прізвище.
2 вересня 1942 року заарештований гестапо у Львові за діяльність у русі опору, відправлений до концтаборів у Майданеку, Ґросс-Розені та Флоссенбюрзі.
Автор книги, виданої лише після його смерті, «Живі числа», в якому він описав свою долю та табірні спогади.
Похований на військовому кладовищі за адресою вул. Прандоти в Кракові.